# 潮阳三园林
潮阳三园林，又称潮阳三园，指的是中国广东省汕头市潮阳区的三座建于清末的园林，分别是西园、耐轩磊园、林园，其中以西园最为闻名。
西园位于西环路东侧，耐轩磊园在亭脚路原老干局处，而林园则在现平和东学校的校园里。